# Ярославский государственный аграрный университет
Ярославский государственный аграрный университет — высшее учебное заведение Ярославской области по подготовке специалистов сельскохозяйственного производства. Расположен в городе Ярославле.

## История
8 марта 1944 года в соответствии с приказом Председателя Всесоюзного комитета по делам высшей школы при Совете Народных Комиссаров СССР на базе Ярославского сельскохозяйственного техникума был организован Ярославский сельскохозяйственный институт. Первоначально Институт состоял из двух факультетов: агрономического и зоотехнического. Первыми студентами института были юноши и девушки из села — работники колхозов и совхозов, а также фронтовики, пришедшие домой. Первым помещением Ярославского сельскохозяйственного института было здание школы № 43 по ул. Володарского, на 4-х этажах которого размещалась администрация института, учебные аудитории и небольшое общежитие.
В августе 1957 года Ярославский сельскохозяйственный институт был переведён в г. Ворошилов (ныне Уссурийск) Приморского края, ныне Приморская государственная сельскохозяйственная академия. Вместе с институтом на Дальний Восток поехали многие преподаватели и более 300 студентов-ярославцев.
В апреле 1977 года в Ярославле был организован филиал Московской сельскохозяйственной академии имени К. А. Тимирязева. Разместился Ярославский филиал Тимирязевской сельскохозяйственной академии в помещении Иваньковской школы-интерната на Тутаевском шоссе. Первые занятия начались 1 сентября 1977 года.
В декабре 1990 года Ярославский филиал Тимирязевской сельскохозяйственной академии был преобразован в самостоятельный Ярославский сельскохозяйственный институт. В мае 1991 года был открыт инженерный факультет. В 1995 году Ярославский сельскохозяйственный институт стал государственной сельскохозяйственной академией.
В 2023 году Ярославская государственная сельскохозяйственная академия была переименована в Ярославский государственный аграрный университет.

## Факультеты
- инженерный
- технологический
- агробизнеса

С 1983 года в университете действует заочное отделение.

## Известные преподаватели
- Барбасов, Феоктист Александрович — Герой Советского Союза
- Нажмудинов, Гаджи Магомедович — доктор философских наук, профессор